# 侨乡
侨乡，主要是指中国某些华侨较多而侨眷较集中的地方，一般不以省级地区来划分。广东和福建有很多县历史上旅居海外的华侨较多被称为侨乡。而廣東、廣西、福建和浙江省區等都是公認的僑鄉。
中國比较著名的侨乡有广东的五邑、潮汕和梅州地区、福建的閩南、莆田和福州、浙江的溫州和青田等。这其中以广东的江门（台山、开平）、梅縣、福建的廈門、泉州、漳州、晋江、安溪、三邑、福州、長樂、福清及浙江青田最为出名。

## 中国著名侨乡
2011年至少有2,000万广东籍华侨华人遍布在全球100多个国家和地区。
- 广东江门市
- 广东汕头市
- 广东揭阳市
- 广东潮州市
- 广东南海市
- 广东汕尾市
- 广东湛江市
- 广东东莞市
- 广东梅州市
- 广东中山市
- 广东深圳市龙岗区（大溪地华人的主要来源）

2016年至少有1,580万福建籍华侨华人遍布在全球188个国家和地区。
- 福建漳州市
- 福建泉州市
- 福建厦门市
- 福建福州市（海外華人華僑430萬[3]）
  - 福清市
  - 长乐区
  - 閩清縣（馬來西亞砂拉越詩巫华人的主要来源，詩巫又稱新福州）

- 浙江丽水市青田县
- 浙江金华市义乌市
- 湖北天门市（内陆省份第一侨乡）
- 湖北武汉市黄陂区
- 黑龙江哈尔滨市方正县

- 海南省

## 其他国家著名侨乡
- 德国普法尔茨
- 意大利西西里岛
- 意大利坎帕尼亚
- 意大利阿布鲁佐
- 意大利卡拉布里亚
- 日本宫古群岛
- 日本八重山群岛

## 資料來源
1. ↑  广东籍华侨华人达2000万人 （页面存档备份，存于）人民网， 2011年10月9日
2. ↑  政商界如鱼得水 福建籍海外华人竟如此彪悍的存在 （页面存档备份，存于）國務院僑務辦公室， 2016年7月6日
3. ↑  老侨新侨，都是发展之桥 （页面存档备份，存于）搜狐， 2017年11月10日